# Готтлоб (комуна)
Готтлоб (рум. Gottlob) — комуна у повіті Тіміш в Румунії. До складу комуни входять такі села (дані про населення за 2002 рік):
- Візеждія (343 особи)
- Готтлоб (1941 особа)

Комуна розташована на відстані 453 км на північний захід від Бухареста, 44 км на північний захід від Тімішоари.

## Населення
У 2009 році у комуні проживали 2294 особи.